# Merlo (Buenos Aires)

Merlo é uma cidade da Argentina, localizada na província de Buenos Aires, situada na área metropolitana de Gran Buenos Aires.
Sua população é de 244.168 habitantes (2001).